# Pojačavač snage
Pojačavač snage je električni uređaj koji pored napona pojačava i struju i odnosi se na količinu energije koja se šalje opterećenju ili skladišti u strujnom kolu. Generalno, pojačavač snage je među poslednjim u prenosnom lancu jer je to pojačavač sa  visokim stepenom iskorišćenja energije (na izlazu treba da obezbijedi signale velikih amplituda). U zavisnosti od stepena iskorišćenja razlikuje se nekoliko klasa pojačavača snage.

## Klase pojačavača snage

#### Ugao protoka ili provodni ugao
Kola za pojačanje snage (izlazne faze) klasifikovana su  kao A, B, AB i C za analogne promjene i klase D i E za komutatorske (prekidačke) promjene koji su bazirani na provodnom uglu ili „uglu protoka“ θ ulaznog signala kroz pojačavačke uređaje, tj, dijela ciklusa ulaznog signala tokom kojeg se vrši provođenje u pojačavačkim uređajima. Slika ovog provodnog ugla se izvodi iz pojačanja sinusoidalnog signala (ako je  uređaj uvijek uključen , θ=360º): Ugao provodnosti je blisko povezan sa energetskom efikasnošću pojačavača. U nastavku teksta su uvedene različite klase koje su praćene detaljnijom diskusijom pod pojedinačnim naslovima.
Klasa 
Ovdje se koristi 100% ulaznog signala (ugao provodnosti θ=360 º ili 2π, tj, aktivni element radi u svom linearnom rangu čitavo vrijeme). Tamo gdje se ne razmatra  efikasnost, većina linearnih pojačavača malih signala definisana je kao klasa A (Klasa ), što znači da su izlazni uređaji uvijek u provodnom regionu. Klasa A pojačavača se najčešće koristi u fazama malog dizajna ili za niskoprotočne aplikacije (poput slušalica za korišćenje tokom vožnje).
Klasa 
Koristi se 50% ulaznog signala (θ=180 º ili π, tj, aktivni element radi u svom linearnom opsegu pola vremena i u drugoj polovini uređaj je manje ili više vremena isključen). U većem dijelu Klase B (Klasa ) postoje dva izlazna uređaja od kojih svaki alternativno vrši provođenje (push-pull) za egzaktno 180 stepeni (ili pola ciklusa) ulaznog signala, a selektivni RF pojačavači takođe mogu biti implementirani korišćenjem pojedinačnog aktivnog elementa.
Ovi pojačavači su izloženi poprečnoj distorziji ako predaja od jednog aktivnog elementa na drugi nije perfektna,pošto su dva komplementarna tranzistora (tj, jedan PNP , jedan NPN) povezana kao dva emitera sa njihovim bazama i zajedničkim emiterskim terminalom, što zahtijeva promjenu osnovnog napona u regionu gdje su oba uređaja isključena.
Klasa 
Ovdje dva aktivna elementa provode,u više od polovine vremena, kao način za smanjenje poprečnih distorzija pojačavača klase B. U primjeru komplementarnog emiterskog pratioca, prednapon mreže se veže za manje ili više „mirnu“ struju i na taj način obezbjeđuje operativnu tačku negdje između klase A i klase B. Ponekad se dodaju brojke , kao na primjer AB1 ili AB2 gdje veće cifre impliciraju na veću „mirnu“ struju i stoga i više osobina iz klase A i sl.
Klasa 
Ovdje se koristi komutator za ostvarenje veoma visoke energetske efikasnosti (više od 90% u savremenim dizajnima). Omogućavanjem da svaki izlazni uređaj bude ili potpuno uključen ili isključen, gubici su minimizovani. Analogni izlaz je kreiran uz pomoć modulacije širine impulsa, tj, aktivni element je uključen na kraće ili na duže intervale umjesto modifikacije njegovog otpornika. Postoje komplikovanije komutatorske šeme poput sigma-delta modulacije u cilju poboljšanja nekih aspekata performansi poput manjeg izobličenja ili bolje efikasnosti.
Ostale klase
Postoji još nekoliko klasa pojačavača iako su one uglavnom varijacije ranije pomenutih klasa. Na primjer, klasa  i klasa  pojačavača karakteriše se varijacijama napajanja (u diskretnim koracima ili u kontinualnom režimu) prateći ulazni signal. Potrošena toplota na izlaznim uređajima može biti smanjena na račun održanja napona na minimumu. Pojačavač koji se napaja sa ovim sistemom može biti bilo koje klase. Ove vrste pojačavača su kompleksnije i uglavnom se koriste za specijalizovane primene poput jačih energetskih jedinica. Takođe, klasa  i klasa  pojačavača se uobičajeno opisuje u literaturi koja govori o primeni na radio frekvencijama gdje efikasnost tradicionalnih klasa pokazuje značajne devijacije u odnosu na idealne vrijednosti. Ove klase koriste harmonično podešavanje njihovih izlaznih mreža za ostvarenje veće efikasnosti i mogu biti posmatrane kao podgrupa klase C (Klasa ) zbog karakteristika ugla provodnosti.

### Klasa
Klasa A je klasa pojačavačkih uređaja koji djeluju tokom čitavog ulaznog ciklusa tako da izlazni signal predstavlja egzaktnu repliku ulaznog signala. Pojačavači Klase A su obično sredstvo za realizaciju pojačanja malih signala. Oni nijesu veoma efikasni i teorijski maksimum od 50% se može dobiti sa induktivnim uparivanjem izlaza, a samo 25% sa kapacitivnim uparivanjem.
U kolu klase A, elemenat pojačanja je definisan tako da uređaj uvijek provodi do neke mjere i radi  na većem dijelu linearnog regiona svoje krive koja definiše karakteristike (poznatog kao njihove karakteristike transfera ili transkonduktivna kriva). Zbog činjenice da uređaji uvijek provode, čak i kada nema ulaznog signala uopšte, snaga se sve vreme crpi iz napajanja. Ovo je glavni razlog za njihovu neefikasnost.
Ako su potrebne visoke izlazne snage za kolo klase A, rasipanje energije (i pridružene toplote) će postati značajno. Za svaki vat isporučen opterećenju, pojačavač će, u najboljem slučaju,  potrošiti još jedan vat. Za veliku snagu ovo znači veoma veliko i skupo napajanje i zagrijavanje. Dizajn klase A daje najzvučnije karakteristike koje su prevaziđene za audio pojačavače snage iako neki audiofili vjeruju da klasa A daje najbolji kvalitet zvuka zbog činjenice da se njima upravlja u linearnom maniru koliko je to moguće, a to je malo tržište za skupe high fidelity pojačavače klase A.
Cijevi se češće koriste u dizajnima klase A mada imaju asimetričnu funkciju transfera. Ovo znači da izobličenje sinusnog talasa kreira i parne i neparne harmonike. Ovo je međutim ipak ocenjeno da daje više „zvučni karakter“ u odnosu na više neparne harmonike koje proizvodi push-pull pojačavač. Iako dobar dizajn pojačavača može smanjiti iznos distorzije harmonika na skoro nulti nivo, neki put se ne uklanja potpuno jer daje karakterističnu notu za zvuk pojačavača, na primjer, u električnoj gitari. Inženjeri pokušavaju da dizajniraju bolje mikrofone i da poboljšaju digitalnu tehnologiju zvanu „klinički zvuk“ i sl.
Elektronske cijevi koriste mnogo više elektrona odjednom nego što je to slučaj sa tranzistorom i na taj način statistički efekti vode do „ravnomjernije“ aproksimacije istinskih talasnih oblika. Tranzistori sa efektom spoja (JFET) imaju slične karakteristike kao i elektronske cijevi, tako da se češće nalaze u visokokvalitetnim pojačavačima nego bipolarni tranzistori. U istorijskom smislu, pojačavači sa elektronskim cijevima često koriste pojačavač snage klase A zato što su cijevi veće i skuplje. Mnogi dizajni klase A koriste samo jedan uređaj.
Tranzistori su mnogo jeftiniji i tako postoji više dizajna koji omogućavaju veću efikasnost, ali koriste više djelova uz održavanje cjenovne efikasnosti. Klasična aplikacija za par uređaja klase A jeste dugački par koji je izuzetno linearan i formira osnovu za mnoga kompleksnija kola uključujući i mnoge audio uređaje i skoro sve operacione pojačavače. Pojačavači klase A se često koriste u izlaznim fazama za operacione pojačavače. Oni se ponekad koriste kao pojačavači srednje snage, niske efikasnosti i kao skupi audio pojačavači. Potrošnja energije nije povezana na izlaz. U mirnom stanju (bez ulaznog signala), potrošnja energije je najveća dok je pri pri visokom izlaznom naponu najniža jer je ili napon ili struja na nuli. Rezultat je niska efikasnost i velika disipacija toplote.

### Klasei
Pojačavači Klase B pojačavaju samo polovinu ciklusa ulaznog talasa. Oni kreiraju velike sume distorzije, ali je njihova efikasnost u velikoj mjeri poboljšana i mnogo je bolja nego kod Klase A. Klasa B ima maksimalnu teorijsku efikasnost od 78,5% (π/4). Ovo je zbog činjenice da je elemenat pojačanja isključen polovinu vremena i tako ne može rasipati energiju. Jedan elemenat Klase B se rijetko nalazi u praksi iako može biti iskorišćen u RF pojačavaču snage gdje su nivoi distorzije manje značajni. Međutim, za ovo se mnogo više koristi Klasa C.
Praktično kolo koje koristi elemente klase B je komplementaran par ili „push-pull“ aranžman. Ovdje  se komplementarni ili kvazi-komplementarni uređaji koriste za pojačanje  suprotne polovine ulaznog signala koji se onda rekombinuje na izlazu. Ovaj aranžman omogućava izvanrednu efikasnost, ali može patiti od nedostataka koji se tiču manjih loših spojeva u „spojnicama“ između dvije polovine signala.
Ovo se zove poprečna distorzija. Poboljšanje se tiče prednapona na uređajima tako da oni nijesu kompletno isključeni kada se ne upotrebljavaju. Ovaj pristup se zove operacija Klase AB.
U operaciji Klase AB, svaki uređaj radi na isti način kao i Klasa B u polovini talasne forme, ali takođe provodi i na malom nivou tokom druge polovine. Kao rezultat toga je smanjen region gdje su oba uređaja simultano blizu isključenja („Mrtva zona“). Rezultat je taj da kada kombinujemo talasne forme ova dva uređaja, poprečna distorzija je u velikoj mjeri minimizovana ili potpuno eliminisana.
Klasa AB žrtvuje neku efikasnost Klase B u korist linearnosti tako da će uvijek biti manje efikasan (ispod 78.5%). On je tipično efikasniji od Klase A.
Kola Klase A ili push-pull klase AB predstavljaju  najčešći tip dizajna koji se nalaze u audio pojačavačima. Klasa AB je široko razmatrana kao dobar kompromis za audio pojačavače pošto je u većini vremena muzika dovoljno tiha da signal bude u regionu „klase A“ gdje se vrši pojačavanje sa odgovarajućom vjerodostojnošću i po definiciji, ako prolazi kroz ovaj region dovoljno je jak da su proizvodi distorzije klase A i B relativno mali. Pojačavači Klase B i AB  ponekad se koriste za RF linearne pojačavače. Pojačavači Klase B se takođe favorizuju u uređajima koji rade na baterije poput radio prijemnika.

### Digitalna Klasa
Ograničeni  izlaz Klase B pojačavača sa jednim napajanjem je 5V +/-10%.

### Klasa
Pojačavači Klase C provode manje od 50% ulaznog signala i distorzija na izlazu je visoka, ali je moguća visoka efikasnost (do 90%). Neke aplikacije (na primjer, megafoni) mogu tolerisati ovu distorziju. Mnogo češća aplikacija za pojačavače Klase C jesu RF transmiteri gdje distorzija može u velikoj mjeri biti smanjena korišćenjem podešenih opterećenja u fazi pojačanja.  Ulazni signal se koristi za grubo uključivanje i isključivanje pojačavačkih uređaja, što izaziva  pulseve struje u odnosu na protok kroz podešeno kolo (tuned circuit).
C klasa pojačavača ima dva režima rada; podešeni i nepodešeni. Donji dijagram pokazuje talasnu formu za kolo proste Klase C bez podešenog opterećenja. Ovo se zove nepodešena operacija i analiza talasnih formi pokazuje masivnu distorziju  koja se pojavljuje u signalu. Kada se koristi odgovarajuće opterećenje (na primjer, čisti LC filter) događaju se dvije stvari. Prva se tiče  izlaznog nivoa prednapona gdje je varijacija centrirana oko jedne polovine napojnog napona. Ova akcija podizanja prednapona omogućava restauraciju talasnih formi uprkos tome što postoji samo jedno - polarno napajanje. Ovo je direktno povezano sa drugim fenomenom; talasna forma na centralnoj frekvenciji postaje mnogo manje iskrivljena. Distorzija koja je prisutna mnogo je manje zavisna od opsega podešenog opterećenja gdje se centralna frekvencija suočava sa vrlo malom distorzijom, ali se javlja veće smanjenje dalje od podešene frekvencije koju signal dobija.
Podešeno kolo će rezonovati na posebnim frekvencijama i na taj način neželjene frekvencije su dramatično smanjene tako da željeni puni signal (sinusni talas) biva izdvojen uz pomoć podešenog opterećenja (visoko kvalitetno zvono će zvoniti smo na određenoj frekvenciji kada se periodično udari čekićem). Pod uslovom da transmiter nije potreban za rad na širokom opsegu frekvencija, ovaj aranžman radi vrlo dobro. Ostali rezidualni harmonici mogu biti otklonjeni uz upotrebu filtera.
Pojačavači Klase D su mnogo efikasniji od pojačavača snage Klase AB. Kao takvi, pojačavači Klase D ne zahtijevaju velike transformatore i velike izolatore toplote, što znači da su oni manji i lakši nego ekvivalentni pojačivači iz klase AB. Svi uređaji u Klasi D rade u on/off režimu. Izlazna faza poput one koja se koristi za pulsne generatore predstavlja primjer pojačavača Klase D. Ovaj termin se obično primjenjuje na uređaje koji su namijenjeni za reprodukciju signala sa opsegom  koji je prilično ispod komutatorske frekvencije.
Prvi pojačavači koriste modulaciju širine pulsa, modulaciju gustine pulsa (ponekad se označava i kao modulacija frekvencije pulsa) ili napredniju modulaciju poput Delta-sigma modulacije (na primjer, u Analognim uređajima AD1990 Klasa D, audio pojačavač).
Ulazni signal se konvertuje u sekvence pulseva čija je prosječna vrijednost direktno proporcionalna momentalnoj amplitudi signala. Frekvencija pulseva je tipično deset ili više puta veća od najveće frekvencije koja je vezana za ulazni signal. Izlaz takvog pojačavača sadrži neželjene spektralne komponente (tj, frekvenciju puls i njegove harmonike) koje moraju biti otklonjene uz pomoć pasivnog filtra (elektronski filter). Rezultantni filterisani signal je onda pojačana replika ulaza.
Glavna prednost pojačavača Klase D je energetska efikasnost, zbog činjenice da izlazni pulsevi imaju fiksiranu amplitudu, a to su komutatorski elementi (obično MOSFET), ali su se nekad koristili elektronske cijevi i bipolarni tranzistori. To znači da se rasipa veoma malo snage od strane tranzistora, osim u toku kratkih intervala između on i off stanja. Rasuta energija je mala zbog toga što momentalna snaga rasuta u tranzistoru predstavlja proizvod struje i napona, a jedno od njih je skoro uvijek jednako nuli. Niži gubici omogućavaju upotrebu manjih toplotnih izolatora, a smanjeni su i zahtjevi koji se tiču snage.
Pojačavači Klase D mogu biti kontrolisani bilo analognim bilo digitalnim kolima. Digitalna kontrola uvodi dodatnu distorziju zvanu greška u kvantizaciji koja je izazvana konverzijom ulaznog signala u digitalnu vrijednost.
Pojačavači Klase D se u velikoj mjeri koriste i za kontrolu motora i skoro isključivo za  male DC motore, ali se danas u velikoj mjeri koriste i kao audio pojačavači uz neka dodatna kola  koja omogućavaju konverziju analognog pulsa u signal sa mnogo većom frekvencijom i modulacijom širine. Relativna teškoća  u ostvarenju  dobrog kvaliteta se tiče upotrebe u aplikacijama gdje  kvalitet nije faktor i to su uglavnom skromniji audio sistemi i „DVD risiveri“ u sistemu kućnog bioskopa i sl.
Pojačavači visokog kvaliteta u Klasi D u poslednje vrijeme počinju da se pojavljuju na tržištu.
- je objavio njihov revidirani dizajn Klase D i Klase
- Klase   se koristi u Alpine PDX opsegu i nekim „Pionirovim“ konceptima i za opremu drugih proizvođača.

Za ove revidirane dizajne se kaže da su dobri rivali tradicionalnim AB pojačavačima po pitanju kvaliteta.
Prije postojanja i upotrebe visokog kvaliteta u ranijim konceptima pojačavača treba pomenuti i upotrebu kod sabvaferskih pojačavača u automobilima. Sabvaferi su generalno ograničeni na opseg koji nije veći od 150 Hz, brzina uključenja za pojačavač ne mora da bude visoka kao u slučaju pojačavača punog opsega. Mana pojačavača Klase D se nalazi u slučaju korišćenja sabvafera snage i veže se za izlazne filtre (tipično, induktori koji konvertuju širinu pulsa u analognu talasnu formu)  koji smanjuju dampinški faktor pojačavača.
To znači da pojačavači ne mogu spriječiti reaktivnu prirodu sabvafera koja se tiče smanjenja uticaja  niskih basova (kao što je objašnjeno u dijelu za AB pojačavače). Pojačavači Klase D za automobilske sabvafere nijesu previše skupi u poređenju sa pojačavačima Klase AB. Sabvaferski pojačavač Klase D od 1000 vati koji može raditi na nivou od 80-95% efikasnosti otprilike košta oko 250 dolara što je mnogo manje od pojačavača klase AB koji bi koštao nekoliko hiljada dolara.
Slovo D se koristi za označavanje klase pojačavača koja je odmah iza klase C i ne odnosi se na digitalni sektor Klase D  prosto konvertuje ulaznu talasnu formu u kontinualni analogni signal sa modulacijom širine pulsa (Kvadratni talas).

### Specijalne klase

#### Klasa E
Pojačavači klase E/F su visoko efikasni pojačavači snage koji se tipično koriste na visokim frekvencijama tako da vrijeme uključenja postaje veoma komparativno prema potrebama. Kao što je rečeno za pojačavač Klase D imamo tranzistor koji je povezan preko serijskog LC-kola na opterećenje, a povezan je i na naponsko napajanje preko velike L (induktansa). Naponsko napajanje je uzemljeno uz pomoć velikog kondenzatora da bi se izvršila prevencija od bilo kakvog rasipanja RF signala. Pojačavač klase E dodaje i C između tranzistora i zemlje i upotrebljava definisani L1 za povezivanje na naponsko napajanje.
Sledeći opis ignoriše Dc koje kasnije može biti lako dodato. Ranije pomenuto C i L su  efektivna paralelna LC kola za uzemljenje. Kada je tranzistor uključen on provodi kroz serijsko LC kolo i neke struje počinju da teku ka paralenom LC kolu, ka uzemljenju. Onda serijsko LC kolo kompenzuje struje u paralelnom LC kolu. Čitavo kolo vrši prigušeno oscilovanje. Prigušenje pomoću opterećenja je prilagođeno tako da energija u oba C0 maksimuma ima originalnu vrijednost i to restaurira originalni napon tako da je napon u tranzistoru ponovo nula i on može biti uključen.
Sa opterećenjem, frekvencijom i radnim ciklusom (0.5), kao datim parametrima, i ograničenjima u vezi obnavljanja napona , ali i maksimumima na originalnom naponu mogu se odrediti četiri parametra (L,L0, C, C0). Pojačavač klase F ima ograničenje u vezi sa otpornošću i pokušava da ostvari nultu struju. To znači da su napon i struja u tranzistoru simetrični u odnosu na vrijeme. Furijerova transormacija omogućava elegantnu formulaciju za generisanje komplikovanih LC-mreža. Ovdje se kaže da se prvi harmonici propuštaju u opterećenje, a svi parni harmonici su skraćeni i svi naredni neparni harmonici su otvoreni.

#### Klasai parni harmonici
Kod push-pull pojačavača i u CMOS parni harmonici oba tranzistora se poništavaju.  Eksperiment ukazuje da kvadrat talasa može biti generisan uz pomoć ovih pojačavača i matematika ukazuje da se kvadratni talasi sastoje samo od neparnih harmonika. U klasi pojačavača D izlazni filter blokira sve harmonike što znači da je ovdje otvoreno opterećenje. Tako čak i male struje u harmonicima generišu napon kvadratnog talasa. Struja je u fazi sa naponom koji je primijenjen na filtar, ali napon u tranzistoru je izvan faze. Stoga postoji minimalno preklapanje između struja  kroz tranzistore kao i napon na tranzistorima. Što je oštrija ivica manje je preklapanje.
Dok Klasa D vidi tranzistore i opterećenje dva odvojena modula, klasa F prihvata nesavršenosti poput parazita u tranzistoru i pokušava da optimizuje globalni sistem da bi se ostvarila visoka  impedansa u harmonicima pri čemu mora biti određen napon u tranzistoru za pogon struje u vezi sa stanjem otpornosti. Zbog kombinovane struje kroz oba tranzistora koja je većinom u prvom harmoniku, ona ima sinusni oblik. To znači da u sredini kvadrata maksimuma struja mora da teče tako da mora postojati i jaz kada je u pitanju forma struje i napona u tranzistoru. Mreža klase F po definiciji mora da vrši transmisiju ispod određene frekvencije.
Bilo koja frekvencija koja se nalazi ispod granica i koja ima  svoj drugi harmonik iznad granice može biti pojačana i to je oktava opsega. Sa druge strane, serijsko LC kolo sa velikim L i podesivim C može biti jednostavnije za implementaciju. Redukcijom radnog ciklusa ispod 0.5  izlazna amplituda može biti modulisana. Naponska talasna forma će biti degradirana, ali bilo kakva pregrijanost se kompenzuje uz pomoć nižeg energetskog zagrijavanja. Bilo koji raspon opterećenja iza filtera može djelovati na talasnu formu prvog harmonika i ovdje je otporno opterećenje; što je otpornost manja struja je veća.
Klasa F može biti vođena uz pomoć kvadratnog talasa pošto pri sinusnom inputu možemo podešavati L u cilju povećanja pojačanja. Ako je Klasa F implementirana sa jednim tranzistorom filtar je komplikovan za skraćivanje parnih harmonika. Svi prethodni dizajni koriste oštre ivice u cilju minimizacije preklapanja. Klasa E koristi značajnu sumu napona drugog harmonika. Drugi harmonik može biti korišćen za smanjenje preklapanja sa ivicama određene oštrine. Da bi ovo radilo, energija za drugi harmonik mora da ide od opterećenja u tranzistor i za ovo nije vidljiv nijedan izvor u dijagramu kola. U realnosti impedansa je uglavnom reaktivna i jedini razlog za to je Klasa E koja je u stvari Klasa F sa veoma pojednostavljenom mrežom opterećenja i zbog toga se moraju uzeti u obzir nesavršenosti.
U mnogim amaterskim simulacijama pojačavači Klase E uzimaju oštre ivice struje koje anuliraju motivaciju za Klasu E, mjerenja u blizini tranzitne frekvencije pokažu prilično simetrične krive koje izgledaju slično onima koje su vezane za simulaciju klase F. Pojačavač Klase E su 1972. godine izmislili Natan O Sokal i Alan D Sokal, a prvi detalji su objavljeni 1975. godine. Neki raniji izvještaji  o ovom konceptu su objavljeni u Rusiji.

#### Klasai
Postoji niz pojačavača i dizajna koji koriste klasu AB u izlaznoj fazi zajedno sa drugim efikasnijim tehnikama u cilju ostvarenja veće efikasnosti uz manju distorziju. Ovi dizajni su česti u velikim audio pojačavačima, na primjer, pošto bi ostali bili ograničavajući faktor po pitanju veličine i cijene, ali bez cjenovne prednosti. Termini „Klasa G“ i „Klasa H“ se koriste za označavanje različitih dizajna koji variraju u definicijama od proizvođača do proizvođača.
Pojačavači Klase G su efikasnija verzija od klase AB pojačavača koji koriste uključeni koncept u cilju smanjenja potrošnje energije i povećanja efikasnosti. Pojačavač ima nekoliko  napojnih vodova različitih voltaža i vrši uključenje vodova u zavisnosti od približavanja  izlaznog signala. Na ovaj način se povećava efikasnost smanjenjem rasipanja energije u izlaznim tranzistorima.
Klasa H pojačavača uzima u obzir ideju o Klasi G i ide korak dalje kreiranjem neograničenog broja napojnih vodova. Ovo se radi uz pomoć modulacije tako da su vodovi samo nekoliko volti veći od ulaznog signala u bilo kom datom trenutku. Izlazna faza radi sa maksimalnom efikasnošću čitavo vrijeme. Značajno povećanje efikasnosti može biti ostvareno, ali je mana komplikovani sistem napajanja i smanjenja TDH performansi.
U cilju ilustracije  prikazan je bipolarni spojni tranzistor (bipolarni tranzistori) kao pojačavački uređaj, ali u praksi ovo može biti MOSET uređaj sa vakuumskom cijevi. U analognom pojačavaču (najčešća vrsta) signal se primjenjuje na ulazni terminal uređaja (baza, kapija ili mreža) i ovo izaziva proporcionalni izlaz struje koja ide ka izlaznom terminalu. Izlazna struja dolazi iz strujnog napajanja.
Prikazani naponski signal je prikazan u većoj verziji, ali je promijenjen u znaku (invertovan) uz pojačanje. Ostali aranžmani uređaja za pojačanje su takođe mogući, ali ovaj (zajednički emiter, zajednički izvor ili zajednička katoda) je najlakši za razumijevanje i korišćenje u praksi. Ako je pojačavajući element linearan onda će izlaz biti vjerna kopija ulaza, samo veća i invertovana. U stvarnosti, tranzistori nijesu linearni, a izlaz će samo približno biti jednak ulazu. Nelinearnost, iz bilo kog, od nekoliko izvora predstavlja izvor distorzije unutar pojačavača.
Koja klasa pojačavača (A, B, AB ili C) zavisi  od načina definisanja prednapona nije objašnjeno na ovom dijagramu u cilju pojednostavljenja.
Bilo koji realni pojačavač je nesavršena realizacija idealnog pojačavača. Jedno od značajnih ograničenja realnih pojačavača je činjenica da je izlaz krajnje ograničen energijom koja je dostupna iz napajanja. Pojačavač će biti zasićen ako ulazni signal postane suviše veliki da bi pojačavač  reprodukovao na pravi način ili ako su premašeni operativni limiti uređaja.

#### Doherti pojačavači
Hibridna konfiguracija koja je u poslednje vrijeme privukla pažnju jeste Dohertijev pojačavač, koji je izmislio Viljem H Doerti (engl. William H. Doherty) 1934. godine za Bel Laboratoriju (engl. Bell Laboratories, čija je sestrinska kompanija engl. Western Electric ranije bila značajan proizvođač tranzistora). Doertijev pojačavač se sastoji od glavne faze B-klase u paraleli sa pomoćnom C-klasom. Ulazni signal se dijeli ravnomjerno na dva pojačavača i tada imamo kombinaciju mreže, i dva izlazna signala uz korigovanje za faznu razliku između dva pojačavača. Tokom perioda niskog nivoa signala, pojačavač Klase B efikasno radi na signalu, a pojačavač Klase C je neaktivan i ne troši energiju. Tokom visokog nivoa signala pojačavač Klase B je zasićen i na scenu stupa pojačavač Klase C. Efikasnost prethodnog dizajna AM transmitera proporcionalna je  modulaciji, ali sa prosječnom modulacijom od tipičnih 20 procenata, transmiteri su ograničeni na manje od 50-procentne efikasnosti. U Doertijevom  dizajnu, čak i sa nultom modulacijom, transmiter može ostvariti efikasnost barem u visini od 60 procenata.
Doertijev pojačavač ostaje u upotrebi u AM transmiterima velike snage, ali kod AM transmitera niske snage javlja se pojava pojačavača sa vakuumskom cijevi tokom 1980-tih, kao i niz drugih pojačavača koji bi mogli biti uspješnije uključivani i isključivani uzimajući u obzir ulazni audio. Međutim, interesovanje za Doertijevu konfiguraciju je povećano pojavom mobilnih telefona i bežičnih Internet aplikacija gdje suma nekoliko konstantnih korisnika kreira ukupni AM rezultat. Glavni izazov za Doertijev pojačavač za digitalnu transmisiju jeste u spajanju dvije faze i dobijanje pojačavača Klase C koji se veoma brzo uključuje i isključuje.
U poslednje vrijeme pojačavači se u velikoj mjeri upotrebljavaju u mobilnim baznim stanicama. Implementacije za transmitere u mobilnim uređajima su takođe prikazane.

### Kolo pojačavača
Ulazni signal se dovodi kroz kondenzator C1 na bazu tranzistora Q1. Kondenzator  omogućava prolaz naizmeničnoj komponenti signala, ali ne propušta jednosmerni napon koji postoji na razdelniku napona R1 i R2 tako da bilo koje prethodno kolo nije pod njegovim uticajem. Tranzistori Q1 i Q2 formiraju diferencijalni pojačavač (pojačavač  koji umnožava razliku između dva ulaza za neku konstantu) u aranžmanu poznatom kao dugačko kolo. Ovaj aranžman  se upotrebljava za  konvencijalnu podršku negativne povratne veze koja se napaja od izlaza do Q2 i R8.
Negativna povratna veza u diferencijalnom pojačavaču omogućava da upoređuje ulazni i izlazni signal. Pojačani signal iz Q1 se direktno dovodi do drugog stepena, Q3, koji je realizovan sa zajedničkim emiterom i koji daje pojačanje signala i jednosmerni prednapon za izlazni stepen, Q4 i Q5. Otpornik R6 predstavlja opterećenje za Q3 (bolje rešenje bi vjerovatno upotrebljavao neku formu aktivnog opterećenja). Prethodni pojačavački elementi rade u klasi A. Izlazni par je push-pull kombinacija tranzistora klase AB koja se zove i komplementarni par. Oni obezbjeđuju većinu pojačanja struje i direktno snabdevaju potrošač koji je povezan preko kondenzatora, da bi se blokirala jednosmerna komponenta struje. Diode D1 i D2 obezbjeđuju konstantan prednapon za izlazni par tako da je poprečno izobličenje minimizovano. To znači da diode utiču da izlazni stepen radi u klasi AB (budući da drže spoj baza-emiter na granici provodnosti).
Dizajn je jednostavan, ali je dobra osnova za praktični dizajn zato što automatski stabilizuje svoju operativnu tačku pošto povratna veza interno djeluje od DC kroz audio opseg i dalje. Dalji elementi kola bi vjerovatno bili nađeni u realnom dizajnu koji bi frekvencijski odziv postavili iznad  potrebnog opsega za prevenciju mogućnosti neželjenih oscilacija. Takođe, upotreba fiksiranog prednapona diode kao što je prikazano ovdje može izazvati probleme ako diode nijesu električno i termalno povezane sa izlaznim tranzistorima - ako su izlazni tranzistori uključeni predugo oni se mogu lako pregrijati i oštetiti pošto puna struja iz napajanja nije ograničena na ovoj fazi.
Uobičajena situacija za pomoć u procesu stabilizacije izlaznih uređaja podrazumijeva uključenje nekih emiterskih otpornika, tipično jedan om ili više. Proračunavanje vrijednosti otpora kola i kondenzatora vrši se baziranjem na već korišćenim komponentama.
Za osnove pojačavača radio frekvencija pogledati Cevni radiofrekventni pojačavači.

### Napomene o implementaciji
Stvarni svijet pojačavača nije perfektan.
- Jedna od posledica je ta da napajanje može uticati na izlaz i mora biti uzeto u obzir prilikom dizajniranja pojačavača.
- Kolo pojačavača ima performanse „otvorene petlje“ i to može biti opisano uz pomoć različitih parametara (pojačanja, izlazne impedanse, distorzije, opsega, odnosa signal-šum i slično).
- Mnogi savremeni pojačavači koriste negativnu povratnu (negativna povratna sprega) vezu da bi se pojačanje držalo na željenom nivou.

Različite metode u napajanju rezultuju mnogim modelima prednapona (bias). Bias je tehnika  prema kojoj se aktivni uređaji postavljaju tako da rade u određenom režimu ili pomoću kojih DC komponenta izlaznog signala biva postavljena na red maksimalnog dostupnog napona. Većina pojačavača  koristi nekoliko uređaja na svakoj fazi i oni su specifično povezani prema polaritetu. Povezani uređaji sa invertovanim polaritetom zovu se komplementarni parovi. Pojačavači klase A generalno  koriste samo jedan uređaj osim ako napajanje nije postavljeno tako da obezbjeđuje i pozitivne i negativne napone jer u tom slučaju se moraju koristiti dualni uređaji simetričnog dizajna. Pojačavači Klase C, po definiciji, koriste napajanje jednog polariteta.
Pojačavači često imaju višestruke faze u kaskadama da bi se povećao učinak. Svaka faza ovih uređaja može biti različitog tipa pojačanja u cilju zadovoljenja potreba svake faze. Na primjer, prva faza bi  mogla biti Klase A, napajanje Klase AB push-pull i na kraju izlazna faza Klase G, gde je važna prednost snage svakog tipa uz minimizaciju slabosti.